# Broomistega
Broomistega putterilli
Genre
Espèce
Synonymes
- Lydekkerina putterilli Broom, 1930[2]

Broomistega est un genre éteint de petits amphibiens temnospondyles appartenant à la famille des Rhinesuchidae. Il a vécu au cours du Trias inférieur, soit il y a environ entre 251,904 à 246,7 millions d'années. Il n'est connu qu'en Afrique du Sud dans la province du KwaZulu-Natal.
Une seule espèce est rattachée au genre, Broomistega putterilli.

## Systématique
L'espèce Broomistega putterilli a été initialement décrite en 1930 par Robert Broom sous le protonyme de Lydekkerina putterilli puis rattachée au genre Broomistega, spécialement créé pour elle, en 2000 par Mikhail A. Shishkin (d) et Bruce Sidney Rubidge (d) en 2000.

## Validité du genre
Les fossiles de Broomistega putterilli ont été considérés un temps comme les restes de jeunes spécimens d'un autre genre de plus grand rhinesuchidé comme Uranocentrodon. Mais Shishkin et Rubidge ont montré qu'en fait l'espèce était un taxon néoténique, c'est-à-dire qui conserve des caractères juvéniles à l'âge adulte.

## Description

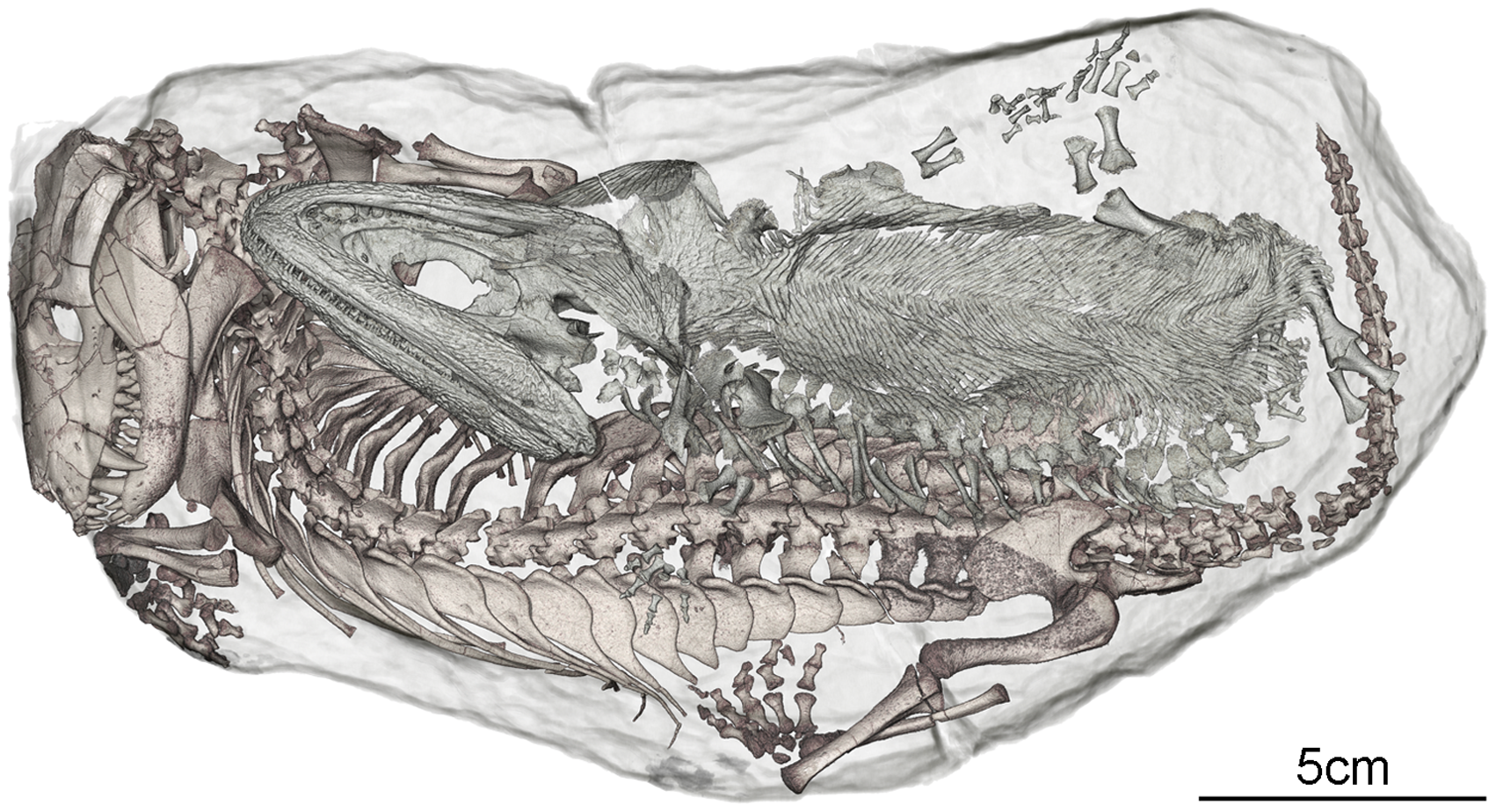
Image en tomodensitométrie d'un spécimen de Broomistega putterilli en compagnie d'un cynodonte de l'espèce Thrinaxodon liorhinus dans un même terrier.

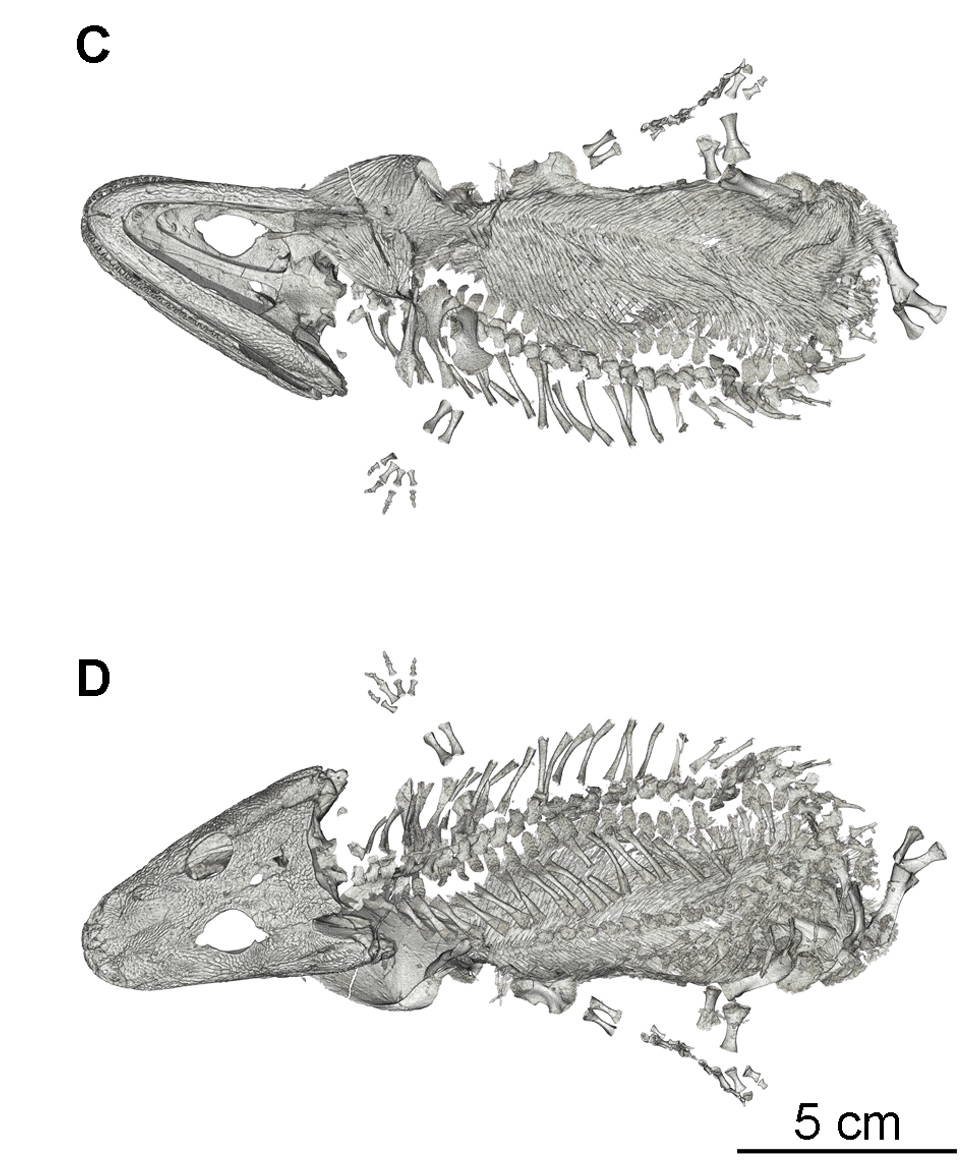

En 2013, V. Fernandez et al. découvrent un squelette complet de Broomistega putterilli enfoui dans le terrier fossilisé d'un cynodonte, Thrinaxodon liorhinus, en compagnie du squelette de ce dernier.
Parmi les hypothèses envisagées pour cette fossilisation surprenante, il a été supposé que l'amphibien se soit installé dans le terrier du cynodonte pendant l'estivation de celui-ci, ou qu'il ait ré-utilisé le terrier du cynodonte après la mort de ce dernier.

## Paléobiologie
Broomistega est le seul genre de rhinesuchidés connu de la période du Trias. Sa présence au début du Trias inférieur indique que les rhinesuchidés ont survécu à l'extinction massive à la limite  Permien-Trias survenue il y a environ 252 Ma (millions d'années).
À l'instar du cynodonte dans le terrier duquel il s'est retrouvé fossilisé, sa vie en partie enterrée dans des terriers ou abris a peut-être favorisé sa survie durant cette crise environnementale exceptionnelle.
Broomistega putterilli étant le seul rhinesuchidé du Trias inférieur d'Afrique du Sud, il peut être considéré comme une espèce relique.

## Classification
L’appartenance de Broomistega à la famille des rhinesuchidés a été confirmée en 2017 dans une étude conduite par C. A. Mariscano et al..

## Étymologie
Le nom du genre Broomistega a été choisi en l'honneur de Robert Broom (1866-1951), paléontologue sud-africain, qui a notamment décrit l'espèce type.
Son nom spécifique, putterilli'', lui a été donné en l'honneur de A. W. Putterill, collectionneur qui a trouvé les premiers fossiles de cette espèce dans les environs d’Harrismith.

## Publications originales
- Genre Broomistega :
  - (en) M. A. Shishkin et B. S. Rubidge, « A Relict Rhinesuchid (Amphibia: Temnospondyli) From The Lower Triassic Of South Africa », Palaeontology, Londres, Wiley-Blackwell et Palaeontological Association, vol. 43, no 4,‎ octobre 2000, p. 653-670 (ISSN 0031-0239 et 1475-4983, OCLC 44674714 et 1761779, DOI 10.1111/1475-4983.00144, lire en ligne).
- Espèce Broomistega putterilli, sous le taxon Lydekkerina putterilli :
  - (en) R. Broom, « Notes on some Labyrinthodonts in the Transvaal Museum », Annals of the Transvaal Museum, Pretoria, Inconnu, vol. 14, no 1,‎ 1er octobre 1930, p. 1-10 (ISSN 0041-1752 et 2226-9835, OCLC 1714046, lire en ligne).